# 초코1
초코1(ChoCo1)은 초코 엔터테인먼트에 의해 결성된 대한민국의 보이 밴드 그룹이다. 초코 엔터테인먼트는 아티스트로서의 성장을 도우며 개인을 발굴하는 IP 기업이다. 싸이와 지코와 같은 아티스트를 프로듀싱한 케이팝 프로듀서 조PD(조중훈)에 의해 프로듀싱되었다. 그는 여러 국가의 멤버를 이 그룹에 소속시켜서 확장해나갈 예정이다. 제이크, TJ, 션 등 3명으로 구성된다.

## 음반

### EP
- ChoCo Takes Hollywood (2023년 5월 25일 발매)